# Karala (Guinée)
Karala est une ville et une sous-préfecture de Guinée, rattachée à la préfecture de Beyla et la région de Nzérékoré.

## Population
En 2016, le nombre d'habitants est estimé à 11 567, à partir d'une extrapolation officielle du recensement de 2014 qui en avait dénombré 10 815.